# Championnat du Mali de football 1988-1989
La saison 1988-1989 du Championnat du Mali de football était la 22e édition de la première division malienne à poule unique, la Première Division. Les douze meilleurs clubs maliens sont répartis en deux poules où ils s'affrontent en matchs aller-retour. Les deux meilleurs de chaque groupe se qualifient pour la poule pour le titre tandis que le dernier est relégué en deuxième division.
C'est le club du Stade malien qui remporte la compétition après avoir terminé en tête de la poule finale, avec six points d'avance sur le tenant du titre, Djoliba AC et sept sur l'AS Real Bamako et l'AS Firhoun. C'est le cinquième titre de champion du Mali de l'histoire du club.

## Les clubs participants
| - Djoliba AC - AS Real Bamako - Débo Club - Sonni AC - Eronconi AC - AS Commune II | - Stade malien - AS Firhoun - AS Sigui Kayes - AS Biton Segou - Cercle olympique de Bamako - USFAS Bamako |

## Compétition

### Classement
Le barème de points servant à établir le classement se décompose ainsi :
- Victoire : 2 points
- Match nul : 1 point
- Défaite : 0 point

### Première phase
| Rang | Équipe         | Pts | J  | G | N | P | Bp | Bc | Diff |
| ---- | -------------- | --- | -- | - | - | - | -- | -- | ---- |
| 1    | Djoliba ACT    | 18  | 10 |   |   |   |    |    |      |
| 2    | AS Real Bamako | 14  | 10 |   |   |   |    |    |      |
| 3    | Débo Club      | 8   | 10 |   |   |   |    |    |      |
| 4    | Sonni AC       | 7   | 10 |   |   |   |    |    |      |
| 5    | Eronconi AC    | 7   | 10 |   |   |   |    |    |      |
| 6    | AS Commune II  | 6   | 10 |   |   |   |    |    |      |

| Rang | Équipe                     | Pts | J  | G | N | P | Bp | Bc | Diff |
| ---- | -------------------------- | --- | -- | - | - | - | -- | -- | ---- |
| 1    | Stade malien               | 16  | 10 |   |   |   |    |    |      |
| 2    | AS Firhoun                 | 11  | 10 |   |   |   |    |    |      |
| 3    | AS Sigui Kayes             | 9   | 10 |   |   |   |    |    |      |
| 4    | AS Biton Segou             | 9   | 10 |   |   |   |    |    |      |
| 5    | Cercle olympique de Bamako | 8   | 10 |   |   |   |    |    |      |
| 6    | USFAS Bamako               | 7   | 10 |   |   |   |    |    |      |

### Poule pour le titre
| Rang | Équipe          | Pts | J | G | N | P | Bp | Bc | Diff |
| ---- | --------------- | --- | - | - | - | - | -- | -- | ---- |
| 1    | Stade malien    | 11  | 6 | 5 | 1 | 0 |    |    |      |
| 2    | Djoliba ACT     | 5   | 6 | 2 | 1 | 3 |    |    |      |
| 3    | AS Real BamakoC | 4   | 6 | 2 | 0 | 4 |    |    |      |
| 4    | AS Firhoun      | 4   | 6 | 2 | 0 | 4 |    |    |      |

|  | Qualification pour la Coupe des clubs champions 1990  |
|  | Qualification pour la Coupe des Coupes 1990           |
|  | T : Tenant du titre C : Vainqueur de la Coupe du Mali |

## Bilan de la saison
| Championnat du Mali de football 1988-1989 |                         |
| Champion                                  | Stade malien (5e titre) |
| Coupes et trophées                        |                         |
| Vainqueur de la Coupe du Mali 1988-1989   | AS Real Bamako          |
| Qualifications continentales              |                         |
| Coupe des clubs champions 1990            | Stade malien            |
| Coupe des Coupes 1990                     | AS Real Bamako          |
| Promotions et relégations                 |                         |
| Promus en Division 1                      | Inconnus                |
| Relégués en Division 2                    | AS Commune II           |
| Relégués en Division 2                    | USFAS Bamako            |